# Craterostigma plantagineum
Craterostigma plantagineum är en tvåhjärtbladig växtart som beskrevs av Ferdinand von Hochstetter. Craterostigma plantagineum ingår i släktet Craterostigma och familjen Linderniaceae. Inga underarter finns listade i Catalogue of Life.